# 作倉町
作倉町（さくらちょう）は、愛知県名古屋市港区の地名。丁番を持たない単独町名である。住居表示実施。

## 地理
名古屋市港区東部に位置する。東は東築地町・木場町、西は港楽一丁目・同二丁目、南は港陽一丁目・同二丁目に接する。

## 歴史
江戸後期に開発された熱田築地前新開の一部にあたる。

### 町名の由来
「熱田築地前新開」から改称された「作良新田」の名による。

### 行政区画の変遷
- 1973年（昭和48年）10月20日 - 港区千年・港陽町の各一部により、同区作倉町として成立[1]。

## 世帯数と人口
2019年（平成31年）3月1日現在の世帯数と人口は以下の通りである。
| 町丁   | 世帯数  | 人口  |
| ------ | ------- | ----- |
| 作倉町 | 170世帯 | 368人 |

### 人口の変遷
国勢調査による人口の推移
| 1995年（平成7年）  | 542人 | [ WEB 6 ]  |  |
| 2000年（平成12年） | 484人 | [ WEB 7 ]  |  |
| 2005年（平成17年） | 409人 | [ WEB 8 ]  |  |
| 2010年（平成22年） | 389人 | [ WEB 9 ]  |  |
| 2015年（平成27年） | 388人 | [ WEB 10 ] |  |

## 学区
市立小・中学校に通う場合、学校等は以下の通りとなる。また、公立高等学校に通う場合の学区は以下の通りとなる。
| 番・番地等 | 小学校               | 中学校               | 高等学校 |
| ---------- | -------------------- | -------------------- | -------- |
| 全域       | 名古屋市立港楽小学校 | 名古屋市立東港中学校 | 尾張学区 |

## 交通
- 国道23号（名四国道）港新橋[3]
- 堀川口船留[2]

## 施設
- 伊勢湾海運倉庫[3]
- 伊勢湾海運社宅[3]

## その他

### 日本郵便
- 郵便番号 : 455-0012[WEB 3]（集配局：名古屋港郵便局[WEB 13]）。

### WEB
1. ↑  “愛知県名古屋市港区の町丁・字一覧”.   人口統計ラボ. 2017年4月8日閲覧。
2. 1 2  “町・丁目(大字)別、年齢(10歳階級)別公簿人口(全市・区別)”.   名古屋市 (2019年3月20日). 2019年3月21日閲覧。
3. 1 2  “郵便番号”.  日本郵便. 2019年3月17日閲覧。
4. ↑  “市外局番の一覧”.   総務省. 2019年1月6日閲覧。
5. ↑  名古屋市役所市民経済局地域振興部住民課町名表示係 (2015年10月21日). “港区の町名一覧”.   名古屋市. 2020年11月15日閲覧。
6. ↑  総務省統計局 (2014年3月28日). “平成7年国勢調査の調査結果(e-Stat) - 男女別人口及び世帯数 －町丁・字等”. 2019年3月23日閲覧。
7. ↑  総務省統計局 (2014年5月30日). “平成12年国勢調査の調査結果(e-Stat) - 男女別人口及び世帯数 －町丁・字等”. 2019年3月23日閲覧。
8. ↑  総務省統計局 (2014年6月27日). “平成17年国勢調査の調査結果(e-Stat) - 男女別人口及び世帯数 －町丁・字等”. 2019年3月23日閲覧。
9. ↑  総務省統計局 (2012年1月20日). “平成22年国勢調査の調査結果(e-Stat) - 男女別人口及び世帯数 －町丁・字等”. 2019年3月23日閲覧。
10. ↑  総務省統計局 (2017年1月27日). “平成27年国勢調査の調査結果(e-Stat) - 男女別人口及び世帯数 －町丁・字等”. 2019年3月23日閲覧。
11. ↑  “市立小・中学校の通学区域一覧”.   名古屋市 (2018年11月10日). 2019年1月14日閲覧。
12. ↑  “平成29年度以降の愛知県公立高等学校（全日制課程）入学者選抜における通学区域並びに群及びグループ分け案について”.   愛知県教育委員会 (2015年2月16日). 2019年1月14日閲覧。
13. ↑  “郵便番号簿 2018年度版” (PDF).   日本郵便. 2019年4月14日閲覧。

### 文献
1. 1 2  名古屋市計画局 1992, p. 836.
2. 1 2 3  「角川日本地名大辞典」編纂委員会 1989, p. 1531.
3. 1 2 3 4  名古屋市計画局 1992, p. 520.